# Tom Coulbeck
Thomas Coulbeck (4 tháng 7 năm 1885 – 10 tháng 8 năm 1955) là một cầu thủ bóng đá người Anh thi đấu ở vị trí tiền đạo tầm xa.